# Iselica globosa
Iselica globosa is een slakkensoort uit de familie van de Amathinidae. De wetenschappelijke naam van de soort is voor het eerst geldig gepubliceerd in 1843 door H. C. Lea.